# Hybalus biretusus
Hybalus biretusus är en skalbaggsart som beskrevs av Sylvain Auguste de Marseul 1878. Hybalus biretusus ingår i släktet Hybalus och familjen Orphnidae. Inga underarter finns listade i Catalogue of Life.